# Palacio Alverca
El Palacio de Alverca (también conocido como Antiguo Palacio Pais do Amaral, Antiguo Palacio São Luís o Casa do Alentejo ) es un palacio ubicado en la parroquia de Santa Justa, en Lisboa, Portugal. Esta clasificado como Monumento de Interés Público por el IGESPAR.

## Historia
Fue construido a finales del siglo XVII, y perteneció a la familia Paes de Amaral. El nombre Palacio São Luís proviene del hecho de que está ubicado frente a la iglesia con esa advocación.
En el edificio  operaba una escuela secundaria y un almacén de muebles. En 1919, se convirtió en la sede de uno de los primeros casinos de la ciudad de Lisboa, el Magestic Club. En ese momento, el edificio sufrió importantes reformas y la decoración interior adquirió un estilo historicista. La reestructuración duró hasta 1919 y fue dirigida por el arquitecto António Rodrigues da Silva Júnior. Participaron muchos artistas y artesanos, entre ellos Benvindo Ceia, Domingos Costa, José Ferreira Bazalisa y Jorge Colaço.

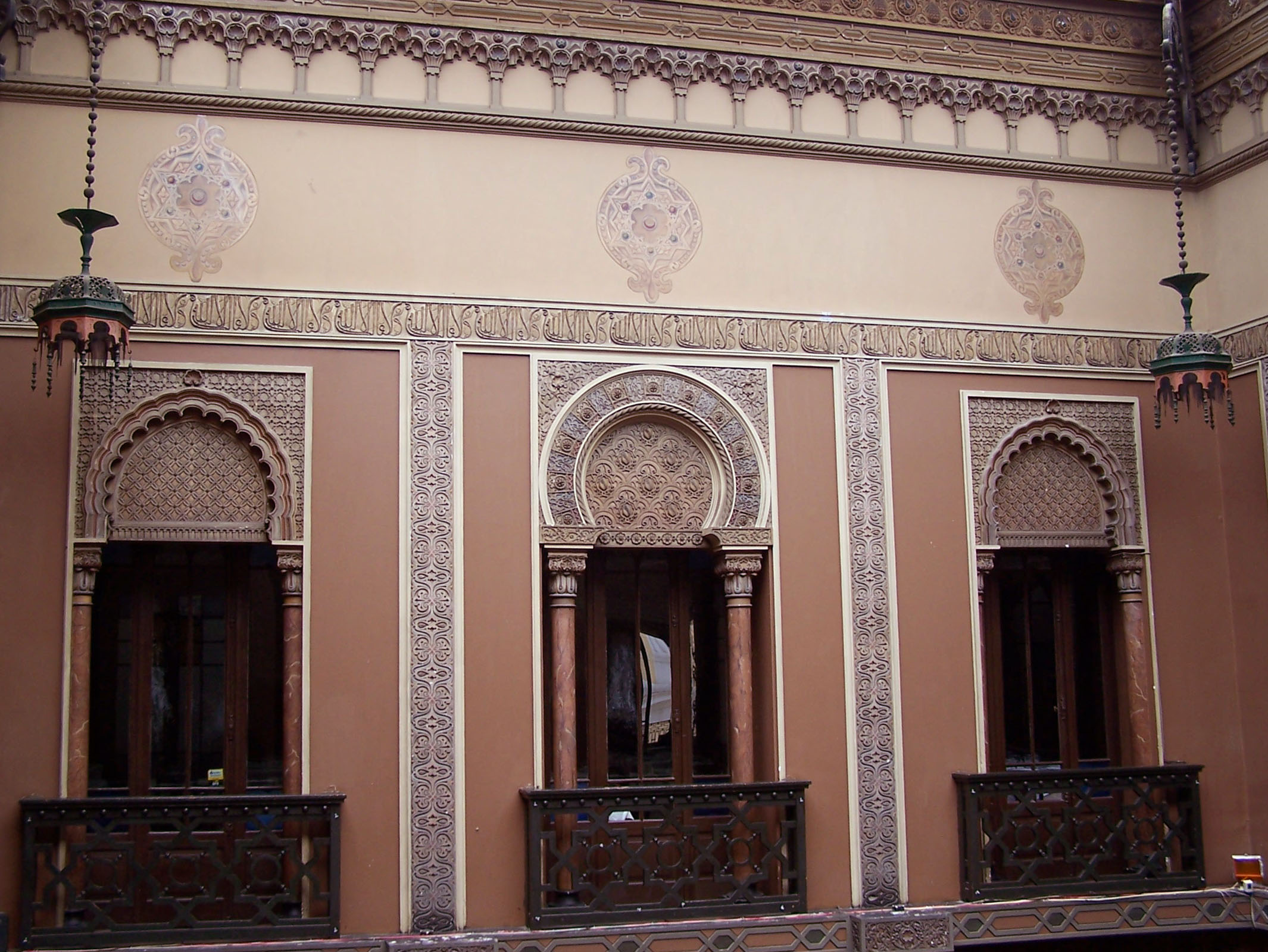
Vista interior

En 1932 se instaló en el lugar el Grémio Alentejano. Posteriormente, en 1981, la Casa do Alentejo adquirió la propiedad.

## Descripción
El palacio tiene planta cuadrada y tres patios. (uno de los cuales se cerró dando lugar a la actual "Sala Vélez Conchinhas" al servicio del restaurante. En el interior hay importantes alicatados, con énfasis en las salas del restaurante. Contiene piezas neogóticas, neoárabes, neorrenacentistas, neorrococó y modernistas, así como elementos barrocos.